# Anaciaeschna triangulifera
Anaciaeschna triangulifera là một loài chuồn chuồn ngô thuộc họ Aeshnidae. Nó được tìm thấy ở Angola, Cộng hòa Dân chủ Congo, Ethiopia, Kenya, Madagascar, Malawi, Mozambique, Nigeria, Sierra Leone, Nam Phi, Tanzania, Uganda, Zambia, Zimbabwe, và có thể cả Burundi. Môi trường sống tự nhiên của chúng là rừng khô nhiệt đới hoặc cận nhiệt đới, rừng ẩm vùng đất thấp nhiệt đới hoặc cận nhiệt đới, vùng cây bụi khô khu vực nhiệt đới hoặc cận nhiệt đới, vùng cây bụi ẩm khu vực nhiệt đới hoặc cận nhiệt đới, sông ngòi, sông có nước theo mùa, vùng đất ẩm với cây bụi là chủ yếu, đầm nước ngọt, và đầm nước ngọt có nước theo mùa.